# Andrzej Stoff
Andrzej Stefan Stoff (ur. 2 września 1947 w Wąbrzeźnie) – polski literaturoznawca, teoretyk literatury, badacz i znawca twórczości Henryka Sienkiewicza oraz literatury fantastycznonaukowej, autor opowiadań science-fiction.

## Życiorys
W 1965 ukończył Liceum Ogólnokształcące w Wąbrzeźnie, a następnie w 1970 studia polonistyczne na Uniwersytecie Mikołaja Kopernika w Toruniu. Po studiach rozpoczął pracę naukową na macierzystej uczelni, zaczynając od stażu asystenckiego. W 1977 obronił doktorat pt. Odmiany powieści fantastyczno-naukowej w twórczości Stanisława Lema, a w 1991 uzyskał habilitację za rozprawę Z teorii prozy narracyjnej. Tradycja-problemy-konwencje. W latach 1980–89 był przewodniczącym Koła Oddziałowego NSZZ „Solidarność” Filologii i Wydawnictw. W 1994 został zatrudniony na stanowisku profesora nadzwyczajnego UMK, od 1995 kieruje Zakładem Teorii Literatury. 24 kwietnia 2008 roku Andrzej Stoff został mianowany profesorem nauk humanistycznych (akt nominacyjny odebrał z rąk Prezydenta RP 30 lipca).
Jego specjalnościami są teoria dzieła literatury, aksjologia literatury, literatura s-f oraz poetyka prozy i dramatu.

## Publikacje
- Formy wypowiedzi lirycznej (1980)
- Powieści fantastyczno-naukowe Stanisława Lema (1983)[1]
- Formy wypowiedzi dramatycznej (1985)[2]
- Lem i inni. Szkice o polskiej scence-fiction (1990)
- Studia z zakresu teorii literatury i poetyki historycznej (1997)
- Jeszcze o "Trylogii" (2004)[3]
- "Zagłoba sum!" Studium postaci literackiej (2006)[4]

## Współautor i współredaktor książek naukowych
- Teoria karnawalizacji. Konteksty i interpretacje (2000)[5]
- Z inspiracji Ingardenowskiej w teorii literatury (2001)[6]
- Z teorii dzieła literackiego (2003)[7]
- Kompozycja dzieła literackiego (2004)[8]
- Polska literatura fantastyczna. Interpretacje (2005)[9]
- Aluzja literacka. Teoria – interpretacja – konteksty (2007)[10]